# Vue sur mer (film)
Pour les articles homonymes, voir Vue sur mer.
Pour plus de détails, voir Fiche technique et Distribution.
Vue sur mer (By the Sea) est un film américain réalisé par Angelina Jolie sorti en 2015.

## Synopsis
Dans les années 1970, Vanessa et Roland parcourent la France. Vanessa est une ancienne danseuse ; Roland, Américain, est écrivain. Leur mariage fragilisé va connaître de nouveaux développements dans la petite ville de bord de mer où ils s'installent.

## Fiche technique
Sauf indication contraire, les informations mentionnées dans cette section peuvent être confirmées par la base de données cinématographiques IMDb,  présente dans la section « Liens externes ».
- Titre français : Vue sur mer
- Titre original : By the Sea
- Réalisation et scénario : Angelina Jolie
- Décors : Jon Hutman
- Costumes : Ellen Mirojnick
- Montage : Patricia Rommel
- Musique : Gabriel Yared
- Décors : Jon Hutman
- Photographie : Christian Berger
- Production : Angelina Jolie et Brad Pitt

Producteurs délégués : Chris Brigham, Holly Goline et Michael Vieira
- Sociétés de production : Jolie Pas, Pellikola, Plan B Entertainment et Universal Pictures
- Sociétés de distribution : Universal Pictures (États-Unis), Universal Pictures International France (France)
- Budget: 10 000 000 $
- Pays d'origine : États-Unis
- Genre : drame
- Langue originale : anglais
- Dates de sortie[2] :
  -  États-Unis : 13 novembre 2015
  -  France : 9 décembre 2015

## Distribution
- Brad Pitt (VF : Jean-Pierre Michaël) : Roland
- Angelina Jolie (VF : Françoise Cadol) : Vanessa
- Niels Arestrup : Michel, le patron du café
- Mélanie Laurent (VF : elle-même) : Léa
- Melvil Poupaud (VF : lui-même) : François
- Richard Bohringer : Patrice

## Production

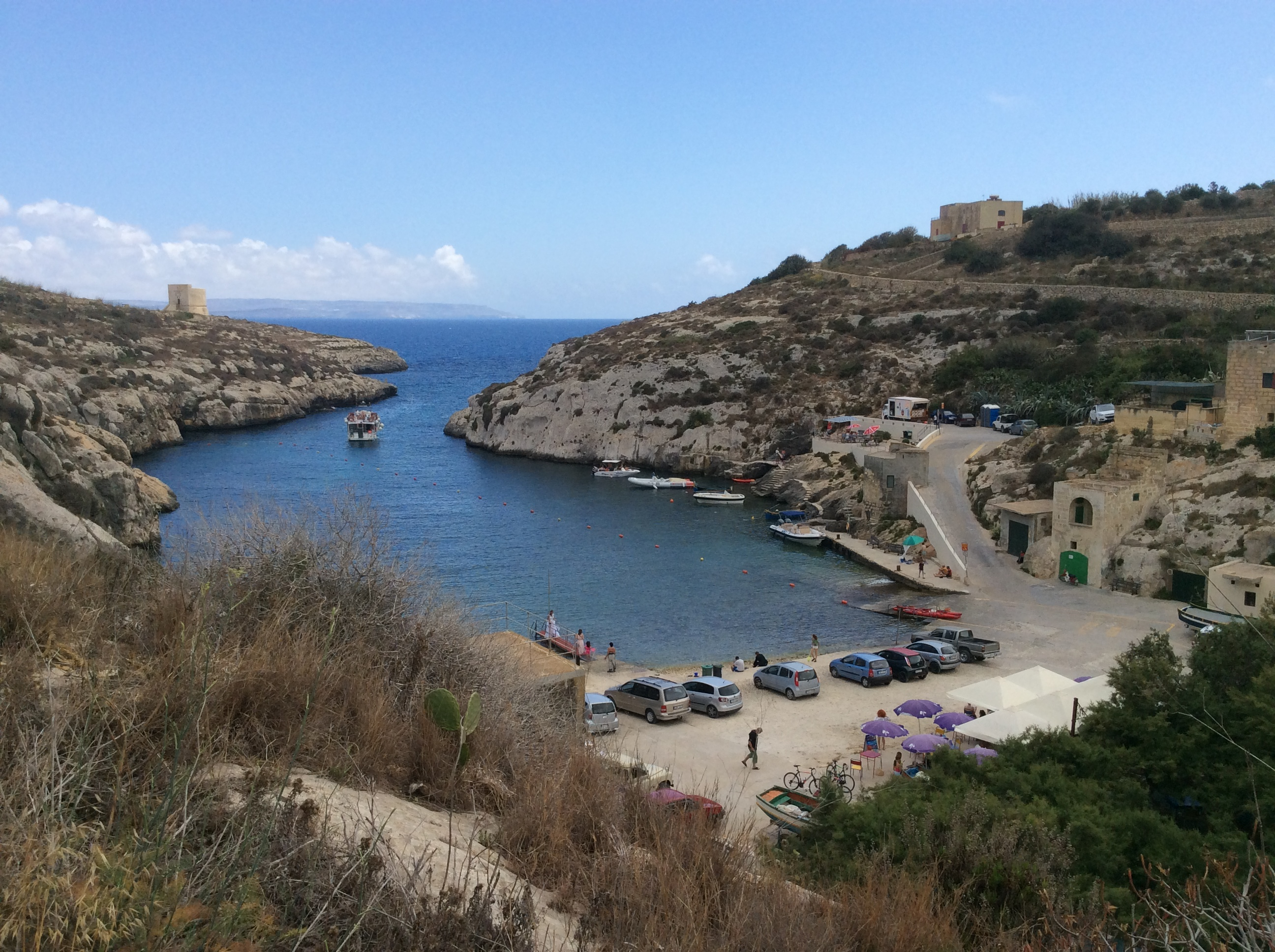
Le site de Mġarr ix-Xini, sur la côte sud de Gozo. Pour le tournage, un décor d’hôtel fut construit devant la tour (à gauche sur la photo), et un village reconstruit sur la plage (à l'avant-plan sur la photo). On reconnaît la rampe d'accès routière, au début et à la fin du film.

Le tournage s'est déroulé d'août à novembre 2014, notamment à Malte et à travers la France.
À Malte, il s'est concentré à Gozo, et en particulier à Mġarr ix-Xini. Le lieu se veut une évocation de la côte d'Azur, où se déroule l'action du film.
L'hôtel, le bar et le magasin visibles dans le film ont été construits pour les 5 mois de tournage, et ont été depuis démontés,.